# (12222) Perotto
(12222) Perotto est un astéroïde de la ceinture principale.

## Description
(12222) Perotto est un astéroïde de la ceinture principale. Il fut découvert le 19 novembre 1982 à Bologne par l'observatoire San Vittore. Il présente une orbite caractérisée par un demi-grand axe de 2,62 UA, une excentricité de 0,18 et une inclinaison de 10,8° par rapport à l'écliptique.

## Compléments